# Early Autumn
Early Autumn ist eine Komposition von Ralph Burns (unter Beteiligung von  Woody Herman und Barbara Belle) mit einem Text von Johnny Mercer aus dem Jahr 1948. Die Komposition des Modern Jazz hat 32 Takte und ist durch die Liedform AABA mit absteigender, sequenzenartiger Melodiebildung charakterisiert.

## Erste Aufnahme
Sein Solo über Early Autum in der Bigband von Woody Herman, das 1949 von Capitol Records veröffentlicht wurde, verhalf Stan Getz zum Durchbruch und verschaffte ihm im selben Jahr einen Erfolg im Leserpoll des Down Beat und internationale Geltung. Die Komposition wurde 1949 von Herman mit dem Solisten Getz auch unter dem Titel „Summer Sequence (Part 4)“ für Columbia Records eingespielt.

## Weitere Aufnahmen
Im selben Jahr spielte Herb Ellis den Song im Trio The Soft Winds mit Lou Carter und Johnny Frigo ein. Der Song wurde auch von Ella Fitzgerald, Coleman Hawkins, Barney Kessel und Herb Ellis, Sun Ra, George Shearing und Ben Webster aufgenommen.
- Ella Fitzgerald Ella Fitzgerald Sings the Johnny Mercer Songbook (1964)
- Jo Stafford (1952)
- Mel Tormé Night at the Concord Pavilion (1990)
- Raya Yarbrough Raya Yarbrough (2006)[3]